# Клаас Моленар

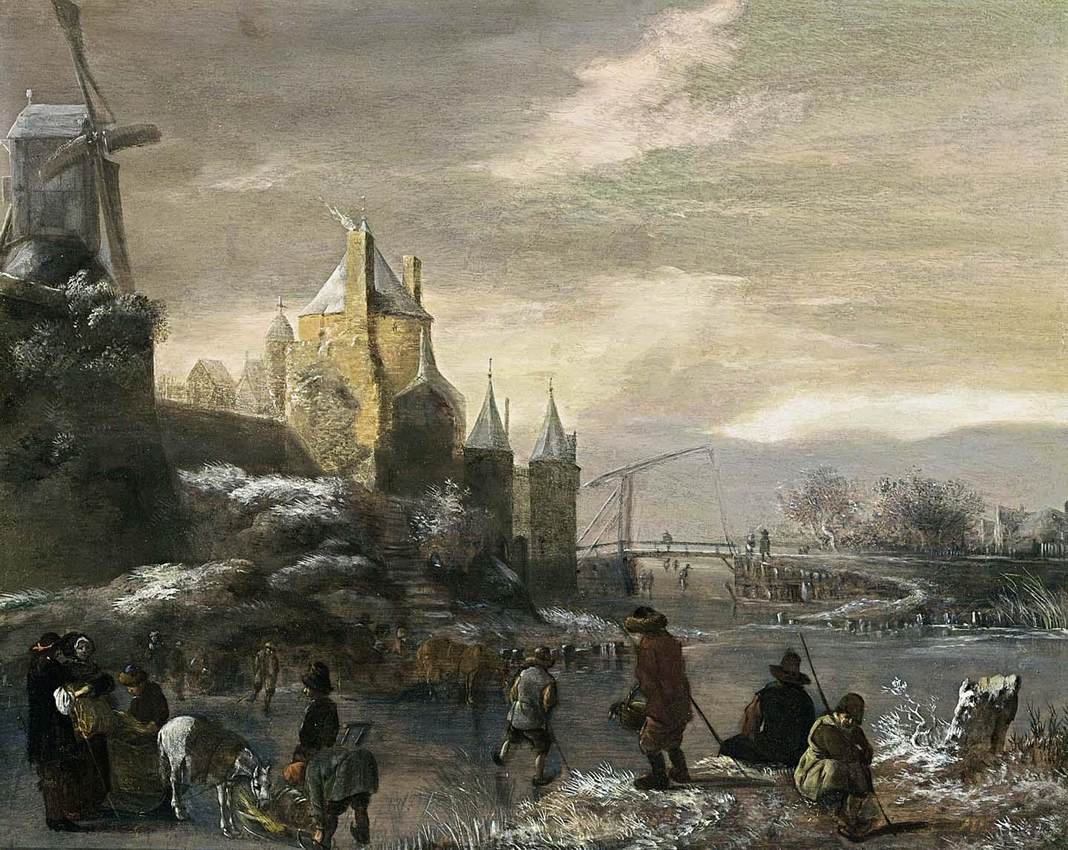
Зимовий пейзаж із ковзанярами

Ніколас (Клаас) Моленар (нід. Nicolaes (Claes) Molenaer; між 1626–1629 роками, Гарлем— 1676, Гарлем) — нідерландський художник-пейзажист Золотої доби.

## Біографія
Ніколас Моленар народився у сім'ї кравця Яна Міхельсена Моленара і його другої дружини Грітхен Адрієнс. У них було вісім дітей, дати народження яких не збереглися. 
Згідно з даними Інституту історії мистецтв Нідерландів, брати Ніколаса також були художниками: це Бартоломеус Моленар і Ян Мінзе Моленар.
Ніколас Моленар писав переважно зимові пейзажі. На його роботи вплинула творчість Якоба ван Рейсдала.
З 1651 по 1676 роки митець був членом гільдії св. Луки в рідному місті й платив щорічні внески. 31 грудня 1676 року був похований у церкві св. Бавона.